# Zwartkopwielewaal
De zwartkopwielewaal (Oriolus xanthornus) is een zangvogel uit de familie van de wielewalen en vijgvogels (Oriolidae). De wetenschappelijke naam van de soort werd in 1758 als Coracias Xanthornus gepubliceerd door Carl Linnaeus. De beschrijving baseerde hij op 'Icterus indicus' van George Edwards. De naam 'xanthornus' (van het Oudgriekse ξανθος; xanthos, geel, en ὀρνις; ornis, vogel) nam hij over van Patrick Browne, die de naam gebruikte als geslachtsnaam voor een soort die voorkomt op Jamaica, en door Linnaeus ten onrechte voor dezelfde werd gehouden.

## Verspreiding en leefgebied
Deze soort komt voor van noordelijk India via Zuidoost-Azië tot Borneo. Er worden vijf ondersoorten onderscheiden:
- O. x. xanthornus: van noordelijk India tot noordelijk Maleisië en Indochina.
- O. x. maderaspatanus: centraal en zuidelijk India.
- O. x. ceylonensis: Sri Lanka.
- O. x. reubeni: de Andamanen.
- O. x. tanakae: noordoostelijk Borneo.

## Status
De grootte van de populatie is niet gekwantificeerd maar de soort wordt omschreven als algemeen. Op de Rode lijst van de IUCN heeft deze soort de status niet bedreigd.